# Bazzania laxifolia
Bazzania laxifolia là một loài rêu tản trong họ Lepidoziaceae. Loài này được (Stephani) Demaret miêu tả khoa học lần đầu tiên năm 1942.